# Sahaptin
Sahaptin är en grupp av nordamerikanska urfolk som talar dialekter av Sahaptin-språket. 
Sahaptinstammarna bebodde områden längs Columbiafloden och dess bifloder i nordvästra Stillahavsregionen i Förenta staterna. Bland de sahaptintalande folken fanns Klickitat, Kittitas, Yakama, Wanapum, Palus, Lower Snake, Skinpah, Walla Walla, Umatilla, Tenino och de mest kända Nez Perce.
Enligt tidiga skriftliga redogörelser bodde sahaptintalande folk i den södra delen av Columbiaflodens flodområde i staterna Washington och Oregon. Bebyggelsen var koncentrerade längs Columbiafloden, från Cascades Rapids till nära Vantage i Washington, och längs Snake River från mynningen till nära gränsen till Idaho. Den närbesläktade Nez Perce-stammen bodde längre österut. Det fanns ytterligare byar längs bifloderna till Coloradofloden, bland annat floderna Yakima, Deschutes och Walla Walla. Flera byar låg väster om Cascadebergen i södra Washington, bland annat de som tillhörde den övre Cowlitz-stammen och några av Klickitat. Den västra delen av Sahaptinterritoriet delades med gruppen Chinookan.